# Паметник костница на загиналите за национално освобождение и обединение (Дупница)
„Паметникът костница на загиналите за национално освобождение и обединение“, Паметникът на незнайния войн или Кръсто̀ е архитектурен паметник във формата на кръст в град Дупница, България. Поставен е на върха на местността Кулата в града.
На паметника са изписани стихове от стихотворението „Новото гробище над Сливница“ и марша „На Рилеца-герой“.
Повторно е открит тържествено от тогавашния президент Петър Стоянов. В него са погребани около 1000 войници от временните военни гробища при Яхиново и Щанци, починали най-вероятно от болести като холера. Костите на войните са събрани в бетонова капсула. До нея е монтиран дървен кръст с надпис „В чест на загиналите 1912-1918 година“ и с по-малки букви: „Слава Вам, герои!“, оградени с желязна декоративна ограда. Препогребването е извършено на официална церемония през есента на 1933 година. През следващите години на Голяма задушница гражданите са извършвали поклонение в памет на героите.
Днес старият кръст е премахнат, а в близост до него е поставен по-голям бетонен заедно с две артилерийски оръдия.